# Joseph Altman
Pour les articles homonymes, voir Altman.
Joseph Altman, né le 7 octobre 1925 à Budapest (Hongrie) et mort le 19 avril 2016 à Ocala (États-Unis), est un neurobiologiste américain, connu pour avoir démontré la neurogenèse dans le cerveau adulte chez les mammifères dans les années 1960.
Il propose déjà l'apprentissage et la mémoire comme rôles potentiels de la neurogenèse. Comme chercheur indépendant au MIT, ses résultats furent largement ignorés. Il faut attendre les travaux de Kaplan quinze ans plus tard pour que ses expériences soient confirmées, et encore quelques années avant que ses conclusions soient acceptées par la communauté scientifique,. Altman continua sa carrière à l'université Purdue, où il écrivit plusieurs articles et livres sur le développement cérébral.[style à revoir]

## Récompenses
- 2011 : Prix Prince des Asturies (technique et recherches scientifiques)[5]
- 2012 : Prix international de biologie[6]